# Юзеф Мегоффер
Юзеф Мегоффер (19 березня 1869 — 8 липня 1946) — польський живописець і художник декоративного мистецтва, один із провідних художників руху «Молода Польща» і один з найшанованіших польських художників свого часу.

## Життєпис

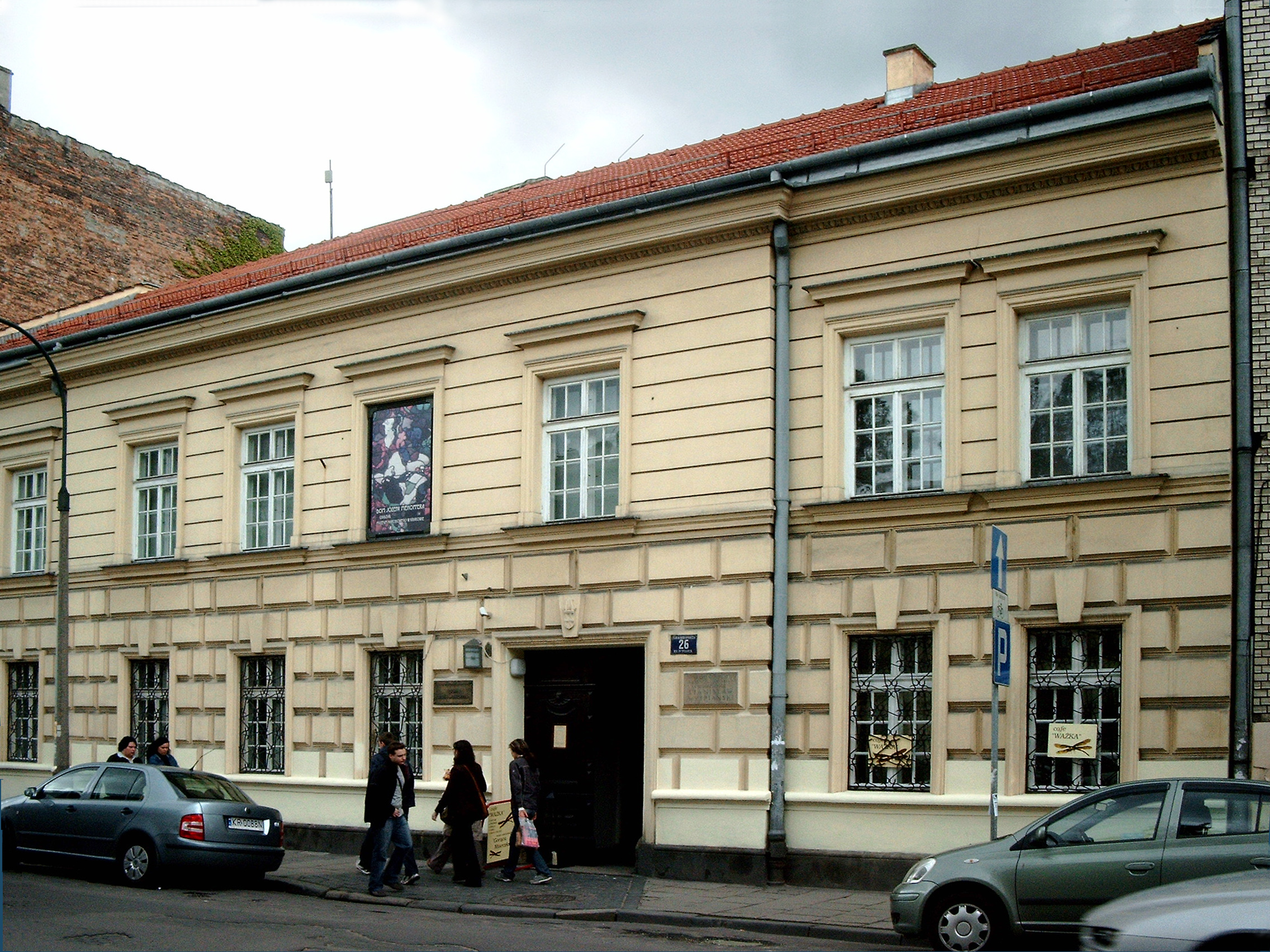
Музей Юзефа Мегоффера в Кракові

Мегоффер народився в Ропчицях, навчався живопису в Академії образотворчих мистецтв у Кракові під керівництвом Владислава Шушкевича. Продовжив навчання в Академії образотворчих мистецтв у Відні, а також у Парижі в Академії Коларосі. Мегоффер почав писати портрети людей історичного значення.
Упродовж своєї кар'єри Мехоффер досліджував засоби масової інформації, включаючи у свої проекти різноманітні прикладні мистецтва. Він виготовив безліч обкладинок для книг, орнаментів та плакатів. Мегоффер — крім його багатогранності в студійному мистецтві — відомий фресками, які часто нагадують середньовічне мистецтво. Він співпрацював зі Станіславом Виспянським та Яном Матейком. Помер у Вадовицях.

## Творчість
Юзеф Мегоффер використовував різні техніки: графічне мистецтво, вітражі, текстиль, малюнки крейдою, офорти та книжкові ілюстрації. Він створював декорації для театру та стилізовані проекти меблів.
Мегоффер отримав міжнародне визнання за свої вітражі в Готичній колегіальній церкві Святого Миколая у Фрібурзі, Швейцарія, виготовлені в 1895 — 1936 роках. Серед інших вітражів — каплиця Радзівілів у Баліце (1892), каплиця Грауера в Опаві (1901), церква в Ютросині (1902), каплиця Святого Хреста на Вавелі (1904), могильна каплиця в Голухові (1906), каплиця Оргельмейстера в Відень (1910), собор у Влоцлавеку (1935–40), собор у Перемишлі (1940) та костел у Дебніках біля Кракова (1943). У церкві Пресвятого Серця Ісуса в Туреку є вітражі, розроблені Мегоффером. У цій же церкві є також фрески, зроблені художником.

## Галерея

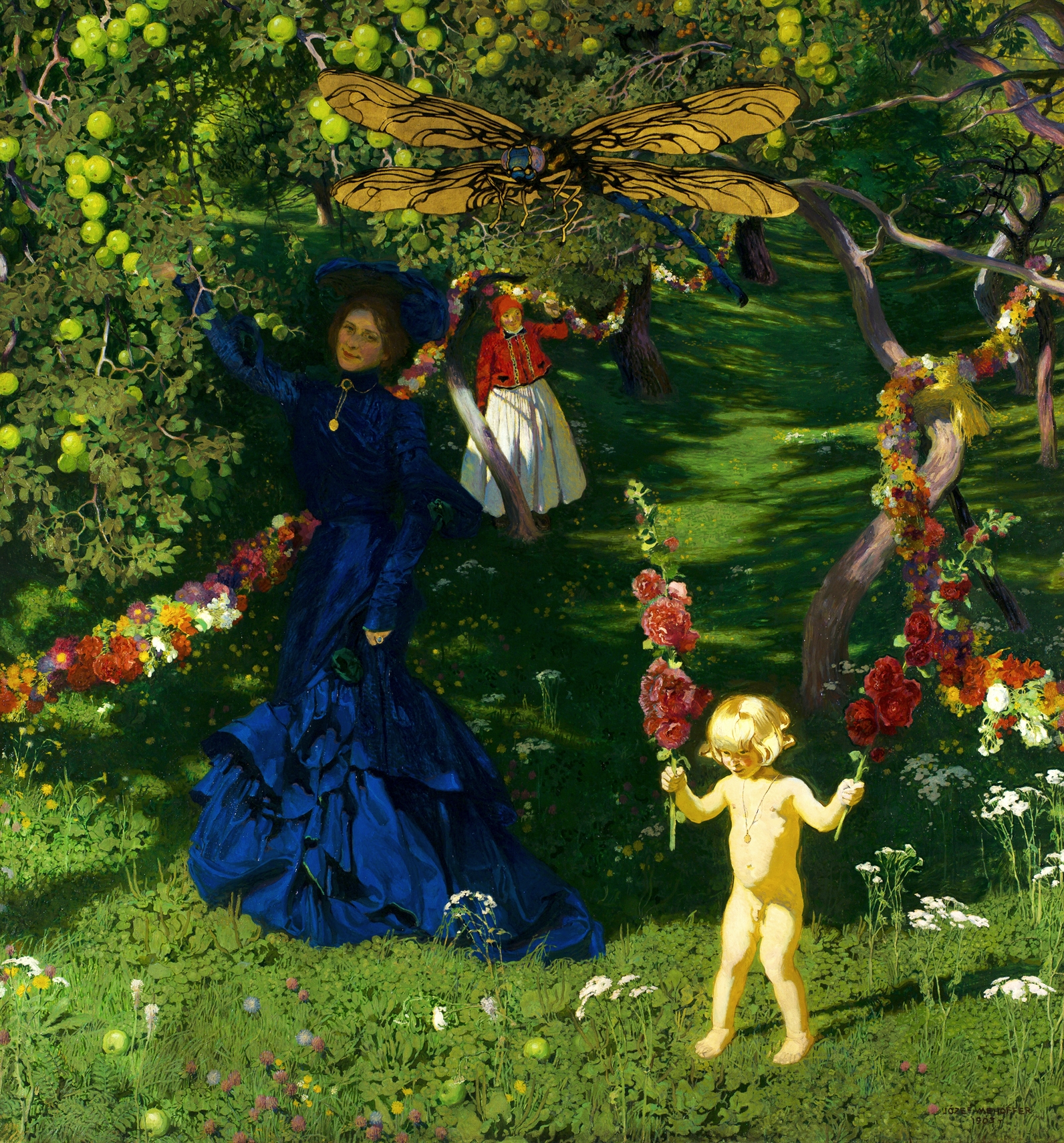
Дивний сад (1902-1903), Національний музей у Варшаві
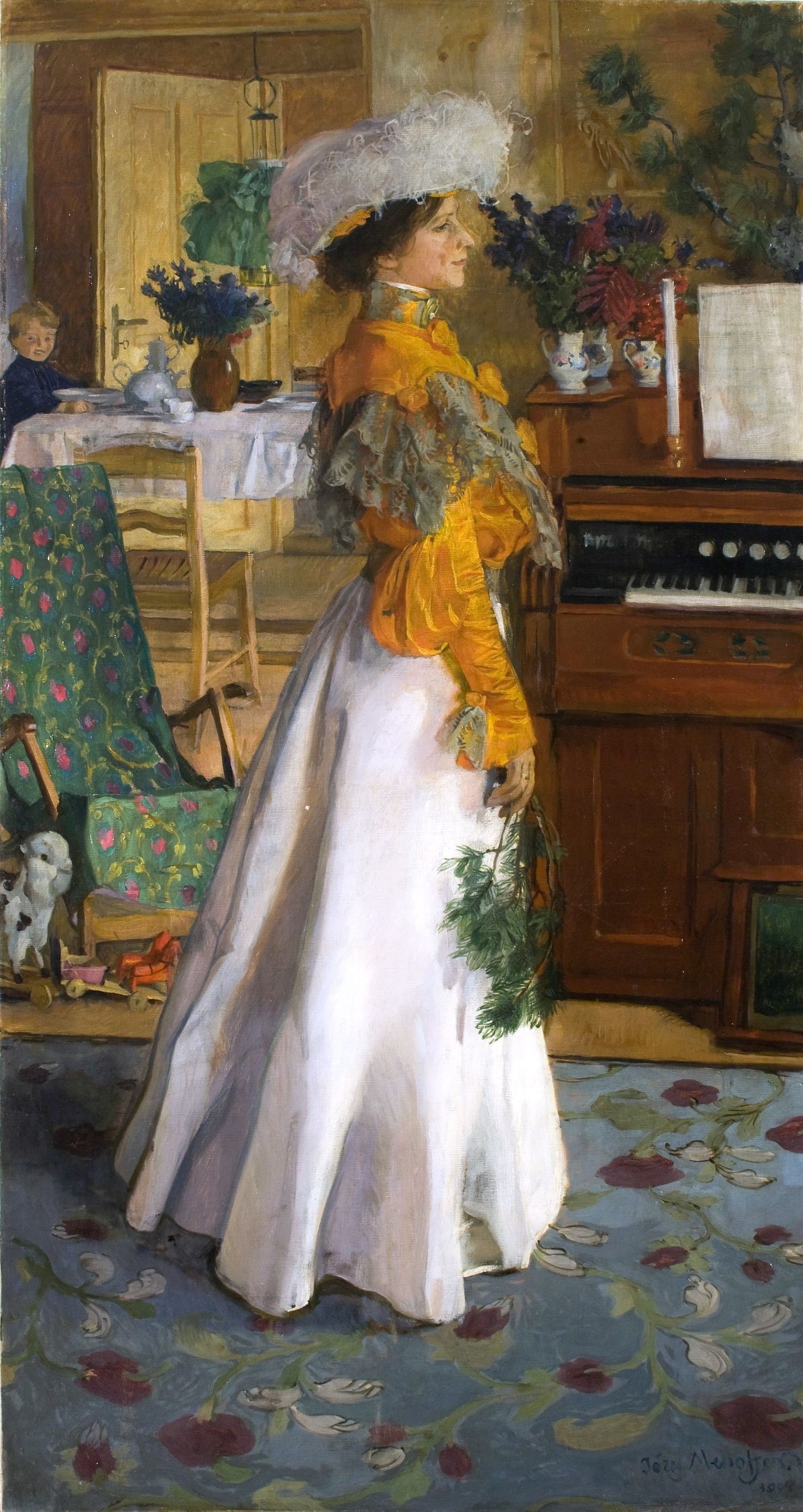
Портрет дружини (1904), Національний музей у Кракові
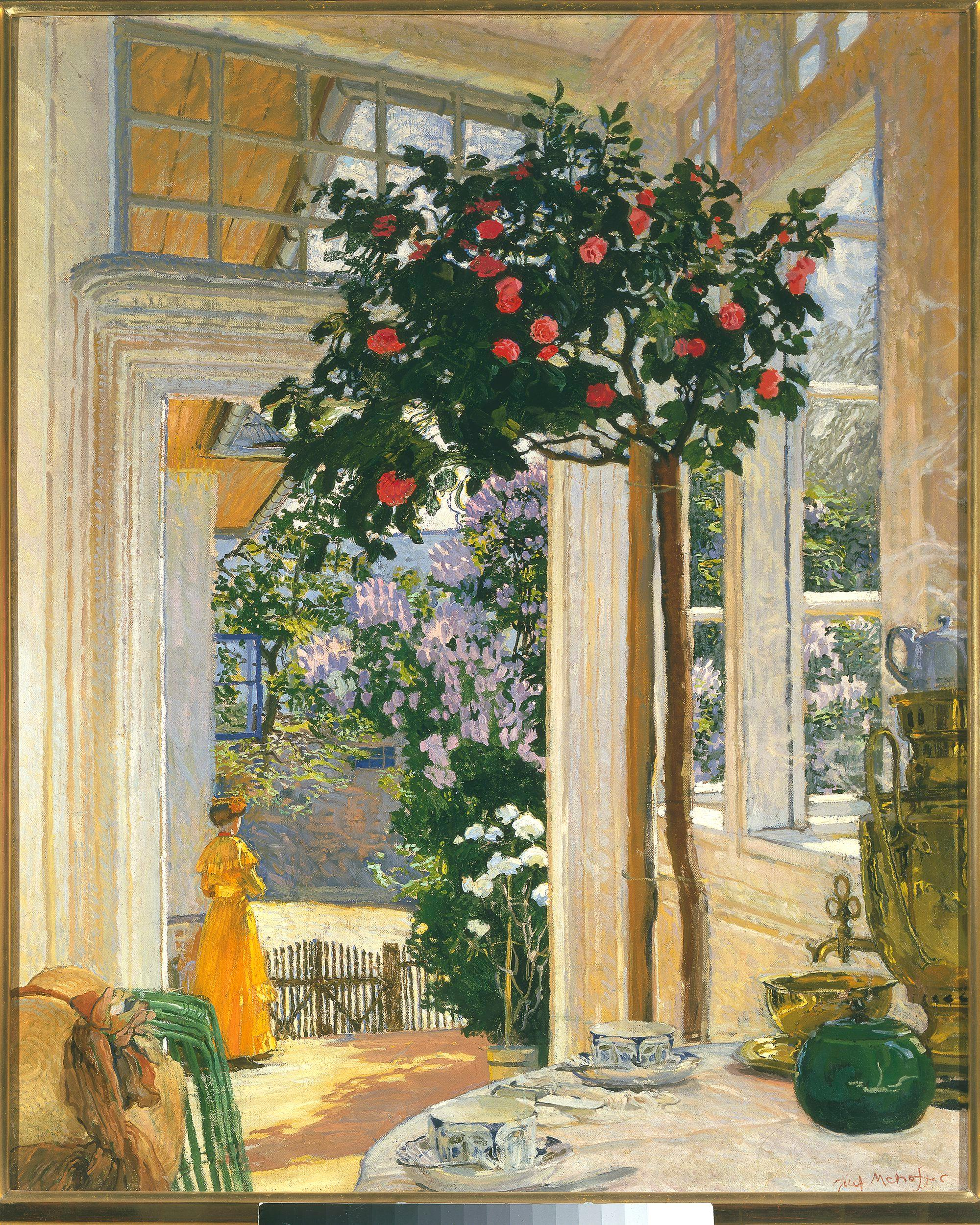
Сонце в травні (1911)
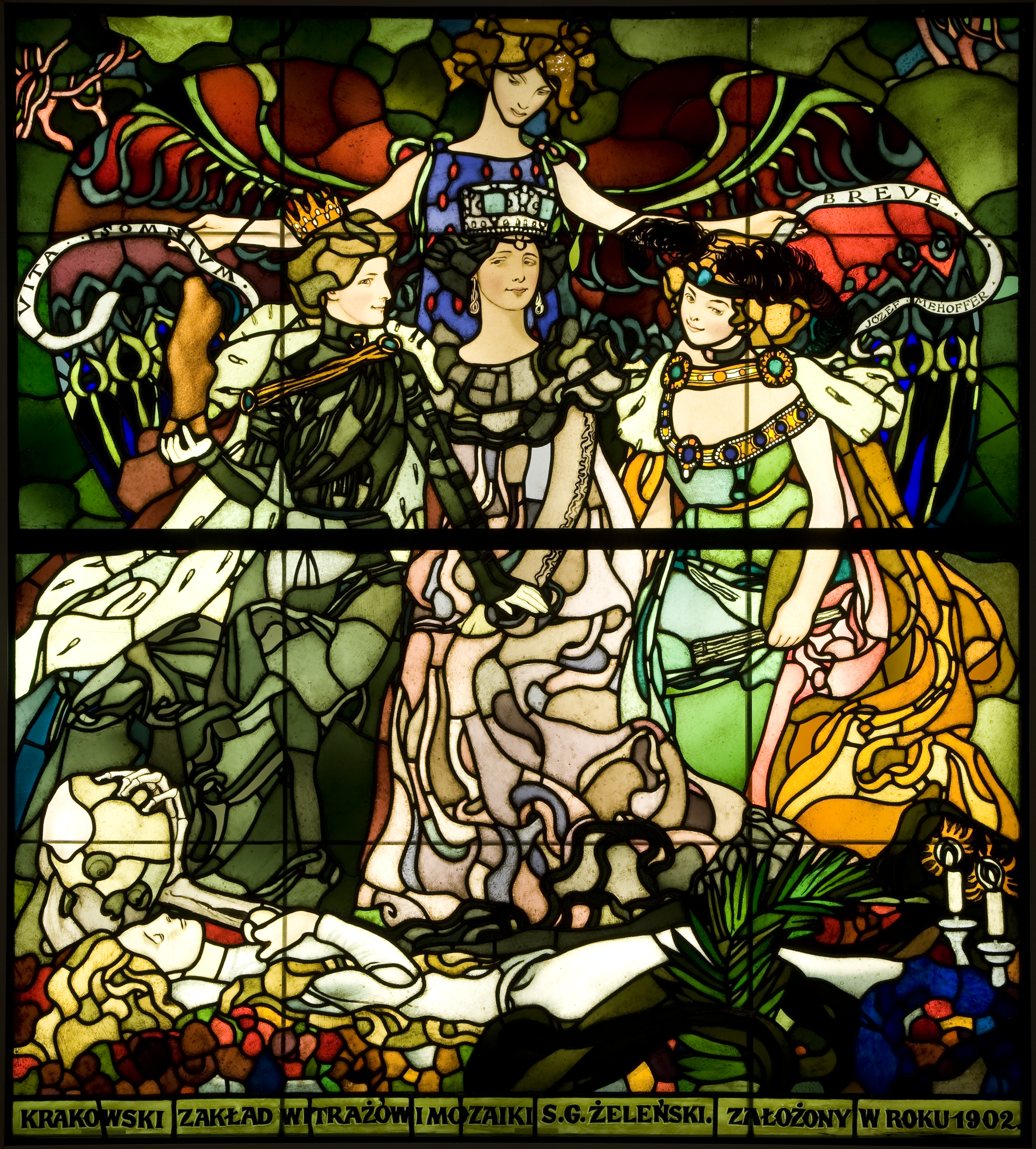
Vita somnium breve, вітраж, 1895, Національний музей у Кракові
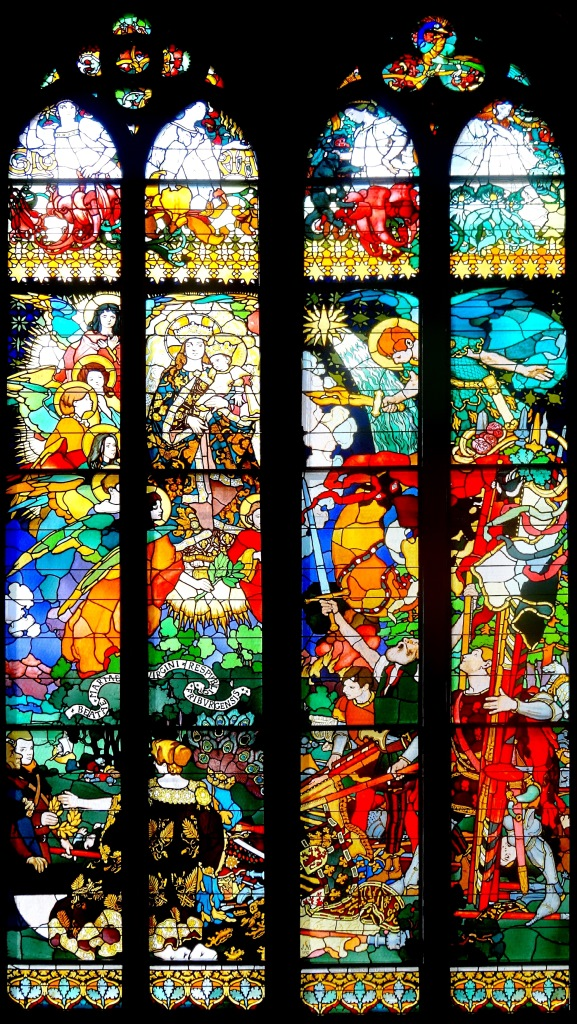
Вітраж у Фрібурзькому соборі
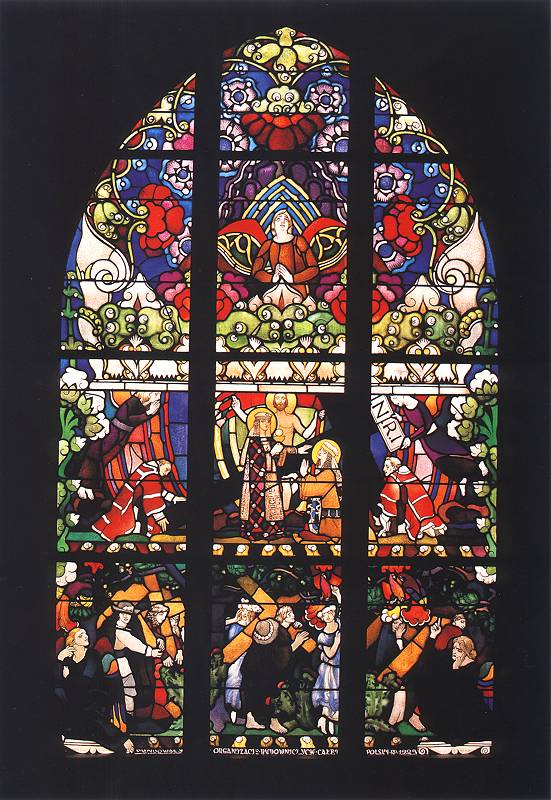
Інтер’єр каплиці Святого Хреста, Вавель
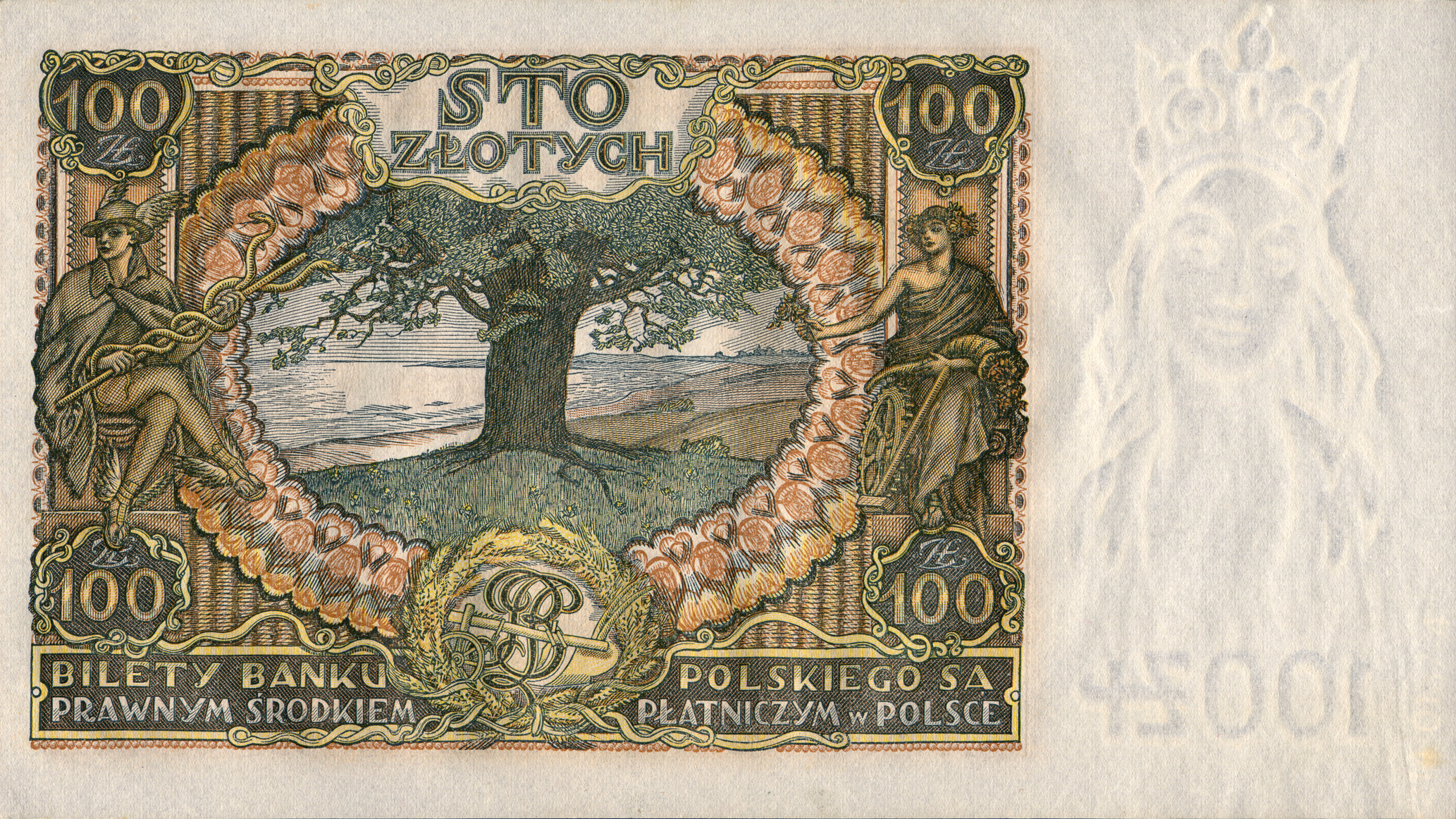
100 злотих, 1934 р., Виданий Банком Польщі
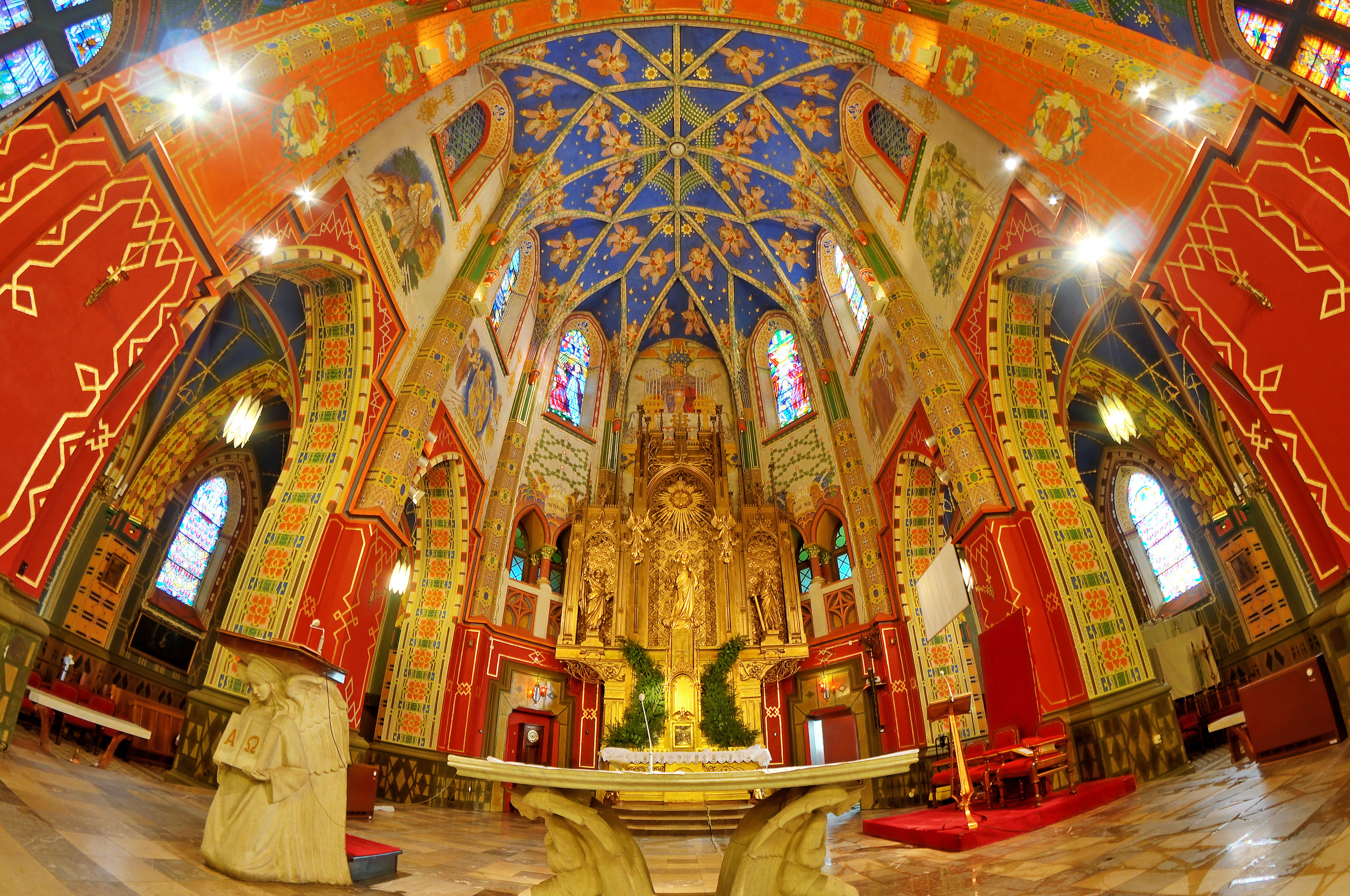
Костьол Найсвітлішого Серця Ісуса в Туреку